# Khaled Bouzama
Khaled Bouzama (sinh ngày 13 tháng 1 năm 1988) là một cầu thủ bóng đá người Algérie thi đấu cho MC El Eulma ở vị trí hậu vệ.